# Сонипат (округ)
Сонипат (англ. Sonipat, хинди सोनीपत जिला) — округ в индийском штате Харьяна. Образован в 1972 году в результате разделения округа Рохтак. Административный центр и крупнейший город округа — Сонипат. В древние времена Сонипат был известен под санскритскими именами «Сонпраштха» и «Сварнапраштха» («золотой город»). В «Махабхарате» Сонипат упоминается как одна из пяти деревень, которые Пандавы потребовали от Кауравов.
По данным всеиндийской переписи 2001 года население округа составляло 1 278 830 человек. Уровень грамотности взрослого населения составлял 71,08 %, что выше среднеиндийского уровня (59,5 %). Доля городского населения составляла 25,13 %.
Делится на три подокруга: Сонипат, Ганаур и Гохана. Граничит с Дели и с округами Панипат и Рохтак. Река Ямуна служит естественной границей округа с Рохтаком.